# Acutisoma thalassinum
Acutisoma thalassinum is een hooiwagen uit de familie Gonyleptidae. De wetenschappelijke naam van Acutisoma thalassinum gaat terug op Simon.